# India International 2011
Die India International 2011 im Badminton fanden vom 14. bis zum 18. Dezember 2011 in Mumbai statt.

## Sieger und Platzierte
| Disziplin    | Gold                                   | Silber                                        | Bronze                               |
| ------------ | -------------------------------------- | --------------------------------------------- | ------------------------------------ |
| Herreneinzel | Alamsyah Yunus                         | R. M. V. Gurusaidutt                          | Arvind Bhat                          |
| Herreneinzel | Alamsyah Yunus                         | R. M. V. Gurusaidutt                          | Shesar Hiren Rhustavito              |
| Dameneinzel  | P. V. Sindhu                           | Sayali Gokhale                                | P. C. Thulasi                        |
| Dameneinzel  | P. V. Sindhu                           | Sayali Gokhale                                | Chan Tsz Ka                          |
| Herrendoppel | Pranav Chopra Akshay Dewalkar          | Rupesh Kumar Sanave Thomas                    | Bùi Bằng Đức Đào Mạnh Thắng          |
| Herrendoppel | Pranav Chopra Akshay Dewalkar          | Rupesh Kumar Sanave Thomas                    | Andrei Adistia Christopher Rusdianto |
| Damendoppel  | Della Destiara Haris Suci Rizky Andini | Gebby Ristiyani Imawan Tiara Rosalia Nuraidah | Florah Ng Siew Fong Ng Sin Er        |
| Damendoppel  | Della Destiara Haris Suci Rizky Andini | Gebby Ristiyani Imawan Tiara Rosalia Nuraidah | Komala Dewi Jenna Gozali             |
| Mixed        | Fran Kurniawan Shendy Puspa Irawati    | Ricky Widianto Richi Puspita Dili             | Arun Vishnu Aparna Balan             |
| Mixed        | Fran Kurniawan Shendy Puspa Irawati    | Ricky Widianto Richi Puspita Dili             | Irfan Fadhilah Weni Anggraini        |